# Dámaso Delgado López
Dámaso Delgado López (Montilla, Andalucía, 1829-1906) fue un periodista y escritor español.

## Biografía
Se licenció en leyes en Granada y fue secretario del Juzgado de Paz de su pueblo natal y procurador en los gobiernos civiles de Valencia y Córdoba y funcionario en los Ayuntamientos de Córdoba y Montilla. 
Republicano federalista, fue miembro de la junta del partido en Montilla. Durante su estancia en Córdoba fundó los periódicos La República Federal y Lucas Gómez, este último de carácter irónico. En Valencia dirigió El Museo Literario. 
Usó el pseudónimo de Ego para firmar críticas literarias. Como poeta ganó los juegos florales de Córdoba en 1868 en el tema religioso y en 1873 en el histórico con La Batalla de Munda. 
En 1880 reorganizó la Sociedad Económica de Amigos del País de Montilla, y fue director de la misma y académico de número de la Real Academia de Ciencias, Bellas Letras y Nobles Artes de Córdoba y miembro de las Sociedades Arqueológicas de Córdoba y Sevilla, del orfeón valenciano y de la Sevilla de Buenas Letras. 
Fue un activo escritor periodístico, escribió también novela (Susana) Fue nombrado Cronista de Montilla. Colaborador de infinidad de periódicos y revistas de ámbito nacional. Es autor entre otras obras de "Historia de Montilla", "Historia de la Hermandad de Nuestro Padre Jesús Nazareno de Montilla", "La Batalla de Munda", "Tradiciones montillanas", "Crónica de los festejos en Montilla en la Beatificación del Maestro Juan de Ávila". 
Donó en vida su cuantiosa biblioteca de 4000 volúmenes a la ciudad de Montilla para que se hiciese una pública.